# Поволжье (поезд)
«Поволжье» — скорый фирменный пассажирский поезд № 133А/133Г, курсирующий по маршруту Санкт-Петербург — Казань. На категорию «фирменный» был аттестован 9 июня 2005 года.

## История
Поезд стал подарком Горьковской железной дороги к 1000-летию Казани.
Решение о присвоении скорому поезду № 133А/133Г категории фирменного было принято инспекцией по контролю фирменных поездов департамента пассажирских сообщений ОАО «РЖД» 9 июня 2005 года. В свой первый рейс поезд отправился 20 июня 2005 года.

## Подвижной состав
В составе поезда курсируют купейные и плацкартные вагоны, работает вагон-ресторан. В штабном вагоне расположено специально оборудованное купе для пассажиров-инвалидов. В составе поезда от 9 до 17 вагонов, в их число входят прицепные вагоны из Чебоксар, которые на самом деле нефирменные.
По состоянию на 2014 год в состав включается до трёх плацкартных вагонов без кондиционера до Чебоксар (номера вагонов — 1—3), один — два купейных вагона без кондиционера до Чебоксар (4—5), от трёх до пяти купейных вагонов с кондиционером до Казани (6—10, по одному с индивидуальным купе и с разделением на мужские и женские купе), от трёх до шести плацкартных вагонов с кондиционером до Казани (11—16), а также вагон-ресторан.